# Juan de Cervantes (obispo)
Juan de Cervantes y Bocanegra (Lora del Río, 1382 - Sevilla, 1453) fue un clérigo español, cardenal de la Iglesia católica, obispo de Ávila y Segovia, administrador apostólico del arzobispado de Sevilla, miembro del Consejo Real, así como embajador de la reina Catalina de Lancaster y del rey Juan II de Castilla. Participó en los concilios de Siena, Basilea y Maguncia y ofició el matrimonio del rey Enrique IV de Castilla con la reina Blanca II de Navarra. Fue nieto de Ambrosio Bocanegra, y bisnieto de Egidio Boccanegra.

## Origen
Nació probablemente en Lora del Río, hacia 1382, siendo hijo de don Gonzalo Gómez de Cervantes y Cabrera, caballero veinticuatro de Sevilla y corregidor de Jerez de la Frontera, y de doña Beatriz López de Bocanegra, hija de Ambrosio Bocanegra, almirante mayor de Castilla, y bisnieta de Egidio Bocanegra, almirante de Francia y Castilla nacido en Génova (hermano de Simón Bocanegra, primer dux de Génova). En 1416, sus padres fundaron la Capilla de Jesús Nazareno en la Iglesia de Omnium Sanctorum de la ciudad de Sevilla, donde se encuentran enterrados sus restos.
Fue hermano de frey Diego Gómez de Cervantes, gran prior de la Orden de San Juan de Jerusalén en Castilla y León, cargo que sucedió de su tío frey Ruy Gómez de Cervantes, hermano de su padre (enterrado en Lora del Río).
Fue pariente de los Cervantes asentados en Écija, donde luego acudiría Miguel de Cervantes para solicitar empleo como recaudador del Santo Oficio sevillano.

## Carrera
Estudió artes y teología en la Universidad de Salamanca, donde obtuvo el grado de bachiller en cánones y maestro en teología. Fue primero abad de Hermida (obispado de Palencia),  hasta su nombramiento el 23 de enero de 1415 como arcediano de Calatrava. En 1417 fue embajador de la reina Catalina de Lancaster ante el antipapa Benedicto XIII, y en 1419 lo fue de su hijo, el rey Juan II ante el papa Martín V, consiguiendo su absolución por su embajada anterior (considerada cismática). Ganó el favor del papa, que le mantuvo en su servicio, otorgándole los cargos de arcediano de la catedral de Sevilla (1423), familiar pontificio y abad de Sales (Burgos), cargo con el que representó a la natio hispana en el Concilio de Siena en 1424, donde pronunció un discurso defendiendo las tesis de la superioridad del Papa sobre el concilio. En 1426, fue nombrado cardenal de San Pedro ad Vincula y en 1430 fue nombrado administrador apostólico de Tuy, por renuncia de su primo Pedro de Bocanegra, y deán de Cuenca.

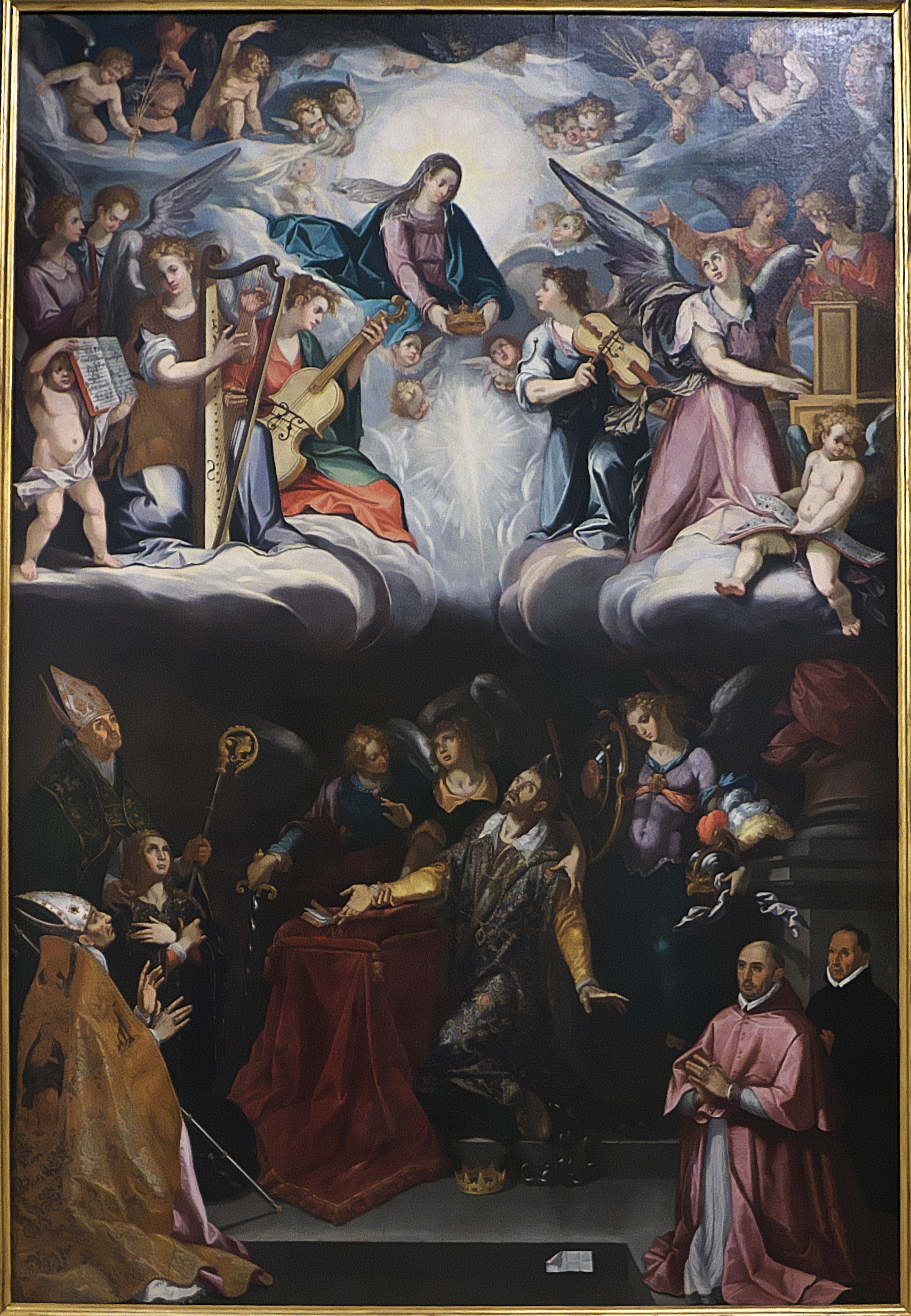
El Tránsito de San Hermenegildo, de Alonso Vázquez (Museo de Bellas Artes de Sevilla) para el Hospital del Cardenal (el cardenal Cervantes retratado como donante).

En 1430 Martín V le encargó la misión de supervisar el Capítulo general de la Orden franciscana que se iba a celebrar en Asís, lo que ejecutó con notable eficiencia a pesar de la dificultad que suponía poner de acuerdo las distintas tendencias.
En 1433 fue enviado por el rey Juan II de Castilla al concilio de Basilea presidido por Juan de Torquemada y acompañado del cardenal Alonso de Carrillo. En este concilio (1432-1449), volvió a defender la primacía del Pontífice sobre el Concilio, en el que el Tostado, por encargo de Juan II de Castilla, defendió la tesis contraria. 
Tras su retorno a España del Congreso de Maguncia de 1439, el 15 de septiembre de 1440, el cardenal Cervantes ofició en Valladolid los desposorios de Enrique IV con la reina Blanca de Navarra. Fue visitado varias veces en Europa por el afamado viajero sevillano del siglo XV Pedro Tafur (1409-circa 1480).
El papa Eugenio IV lo nombró obispo de Ávila (1437-1441), siendo promovido a Segovia (1442) y siendo investido posteriormente obispo de Ostia y Velletri (1446). Poco después lo nombró administrador apostólico de la Archidiócesis de Sevilla, manteniendo su título de cardenal obispo de Ostia y Velletri. Fijó su residencia en el Palacio Episcopal hasta su muerte y trabó estrecho contacto con Juan de Mena, quien en sus Memorias de algunos linajes lo llama «grande señor mío» y cuenta que tuvo acceso a su documentación.

## Mecenazgo
Durante su estancia en Roma creó una pequeña corte cardenalicia (los llamados familiares), entre los que se encontraban, como protegidos suyos, personalidades como Juan Rodríguez de la Cámara (muerto algo después de 1450), también conocido como Juan Rodríguez del Padrón, poeta gallego amigo del asesinado Macías el Enamorado (enterrado en 1434 en Arjonilla, provincia de Jaén), Eneas Silvio Piccolomini (futuro papa Pío II), Juan de Segovia, Alfonso Gonzalo de Orbaneja, Alfonso García de Mayorga y Alonso Fernández de Madrigal (1410-1455), el famoso "Tostado".
En 1450 fundó la Hermandad de Luz de la Santa Faz y Nuestra Señora de la Encarnación en el Convento del Valle, con el objeto de impulsar la devoción a la Santa Faz.
En 1455 fundó el Hospital de San Hermenegildo, siendo popularmente conocido como el Hospital del Cardenal, construido sobre unas casas que heredó de su padre en la colación de San Ildefonso de Sevilla, el cual destinó a la curación de heridos, como funcionó hasta el siglo XIX, siendo finalmente demolido en 1950.
Asimismo, erigió la Capilla de San Hermenegildo, en la catedral de Sevilla, y además impulsó otras obras de la catedral, a la que dejó toda su herencia. Dejó también una dotación para construir su sepulcro de alabastro tallado a los pocos meses de su muerte, obra de Lorenzo Mercadante de Bretaña, ubicado en la misma capilla de San Hermenegildo de la catedral. 
Su magnífica biblioteca de manuscritos (306 volúmenes), cantidad bastante importante para la época, fue recibida por el cabildo de la catedral sevillana.

## Galería de imágenes

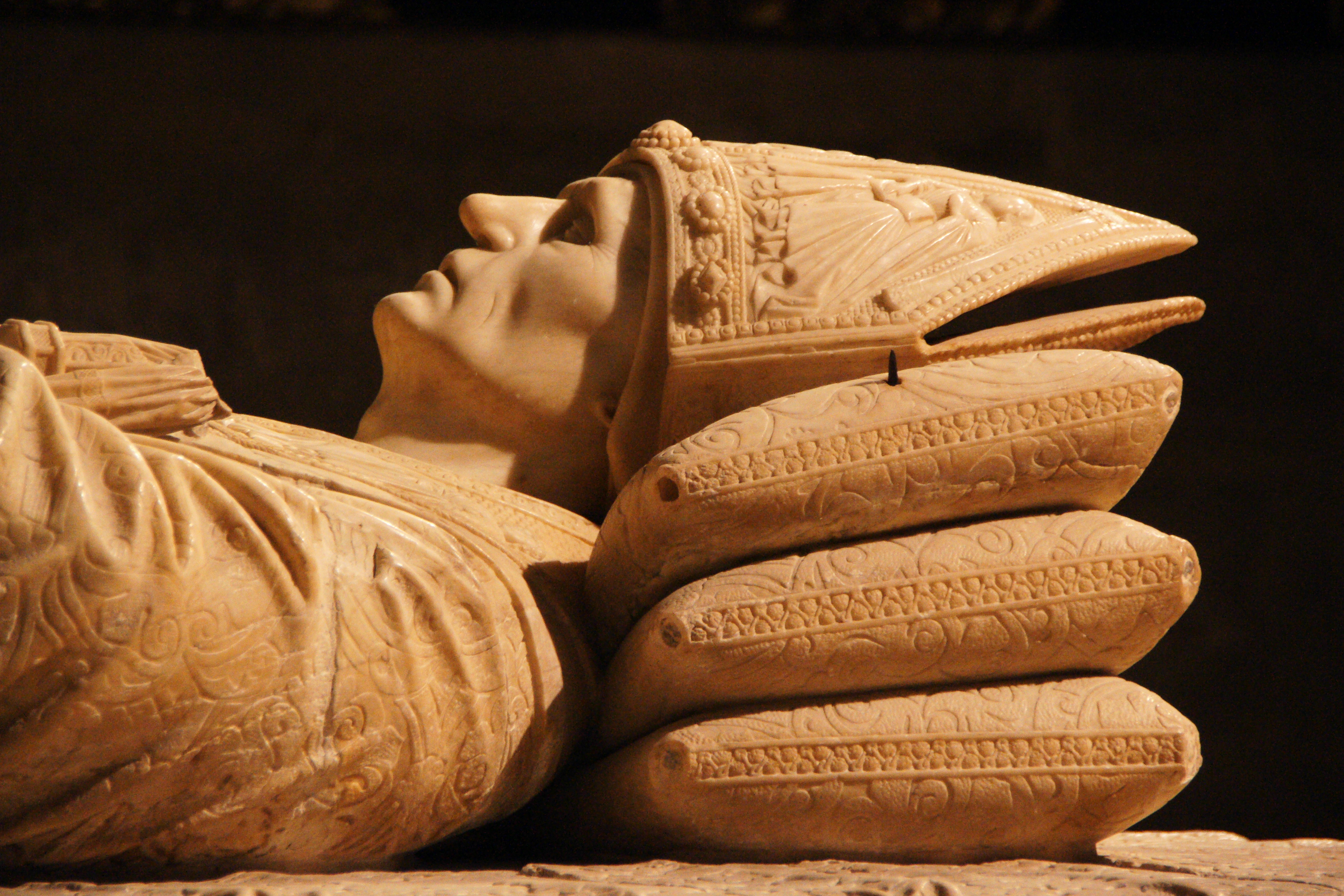
Detalle del sepulcro del cardenal Cervantes en la Catedral de Sevilla.
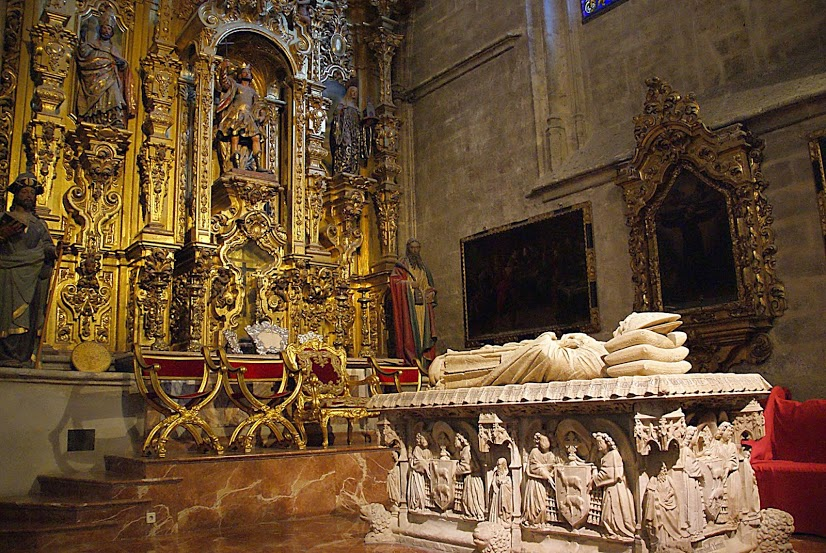
Sepulcro del cardenal Cervantes, en la Capilla de San Hermenegildo de la Catedral de Sevilla, tallado por Lorenzo Mercadante de Bretaña.
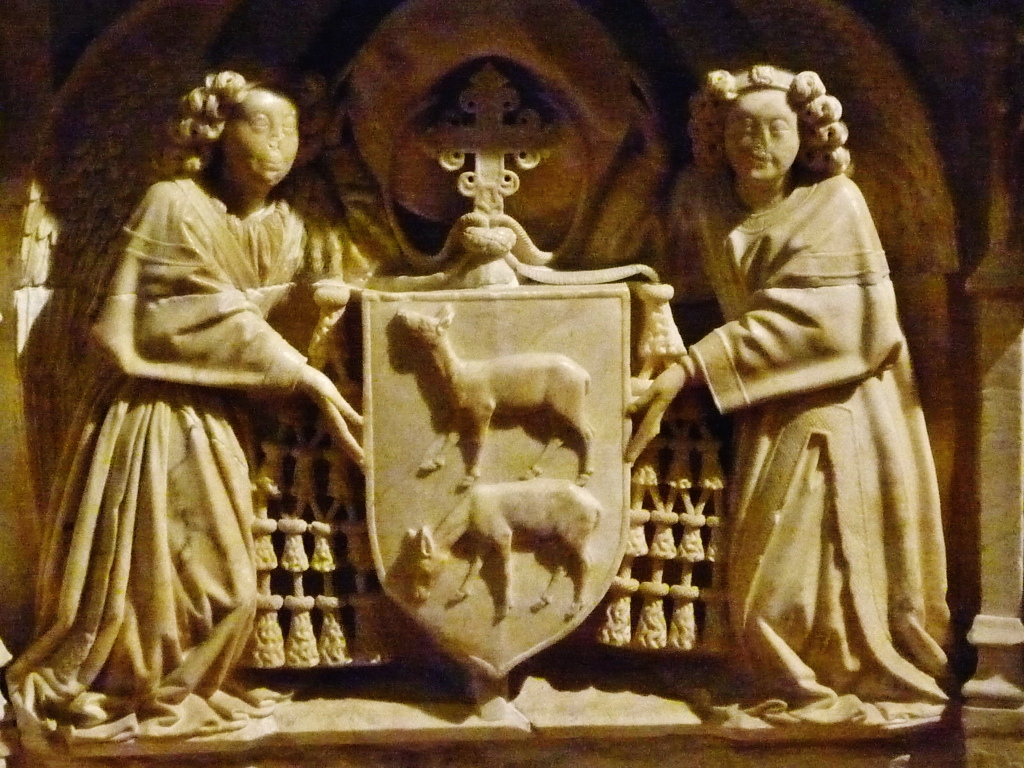
Escudo del cardenal Cervantes en su sepulcro.
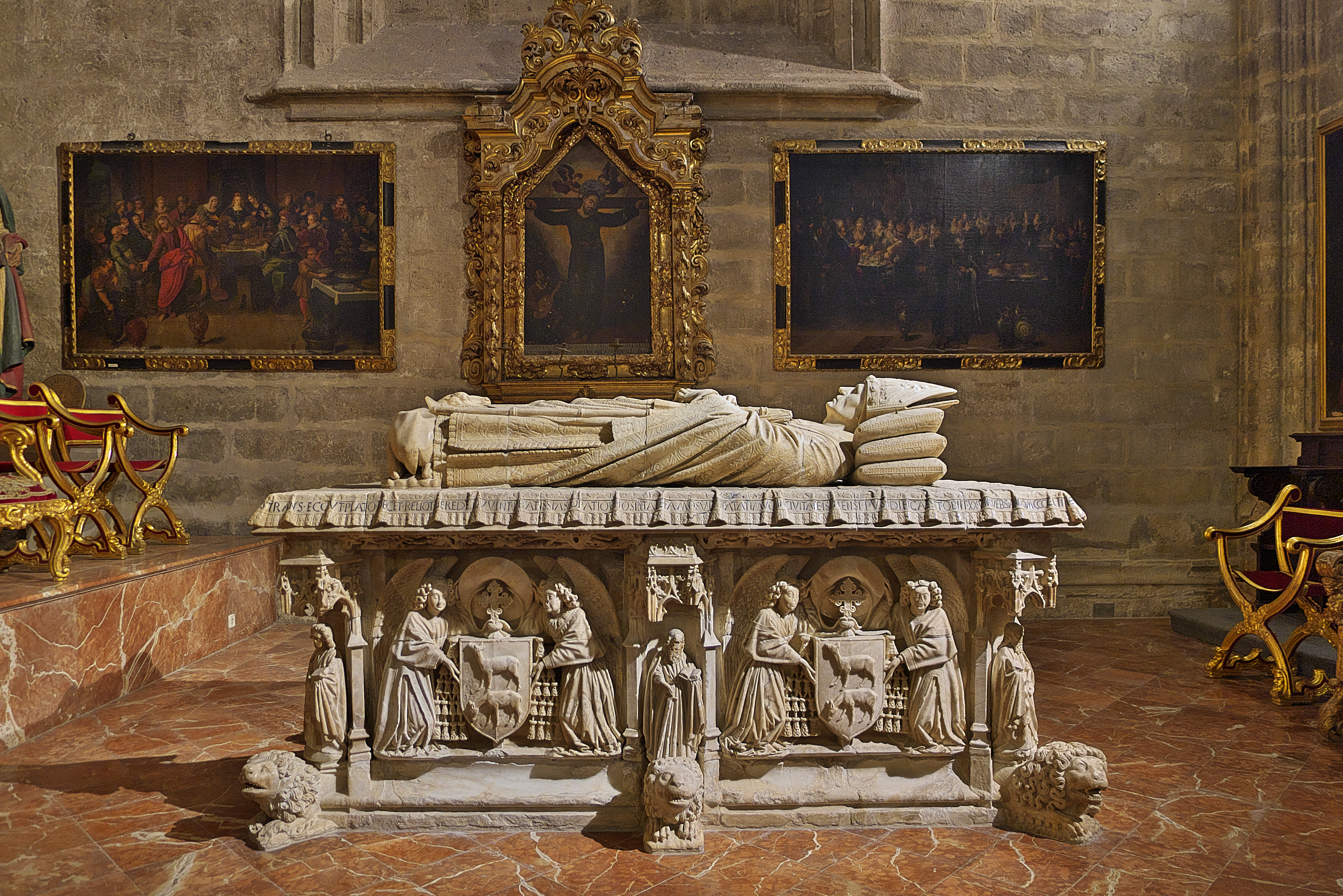
Sepulcro del cardenal Cervantes en la Capilla de San Hermenegildo de la Catedral de Sevilla.
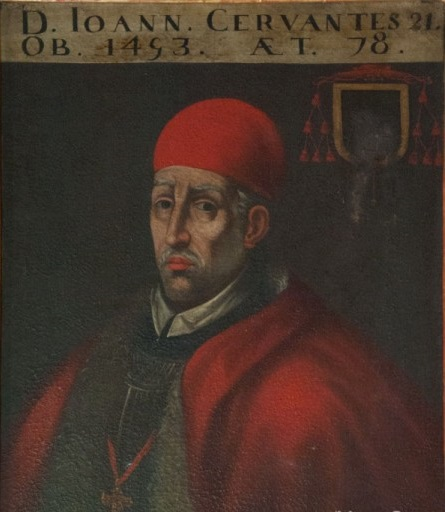
Retrato del cardenal Cervantes.
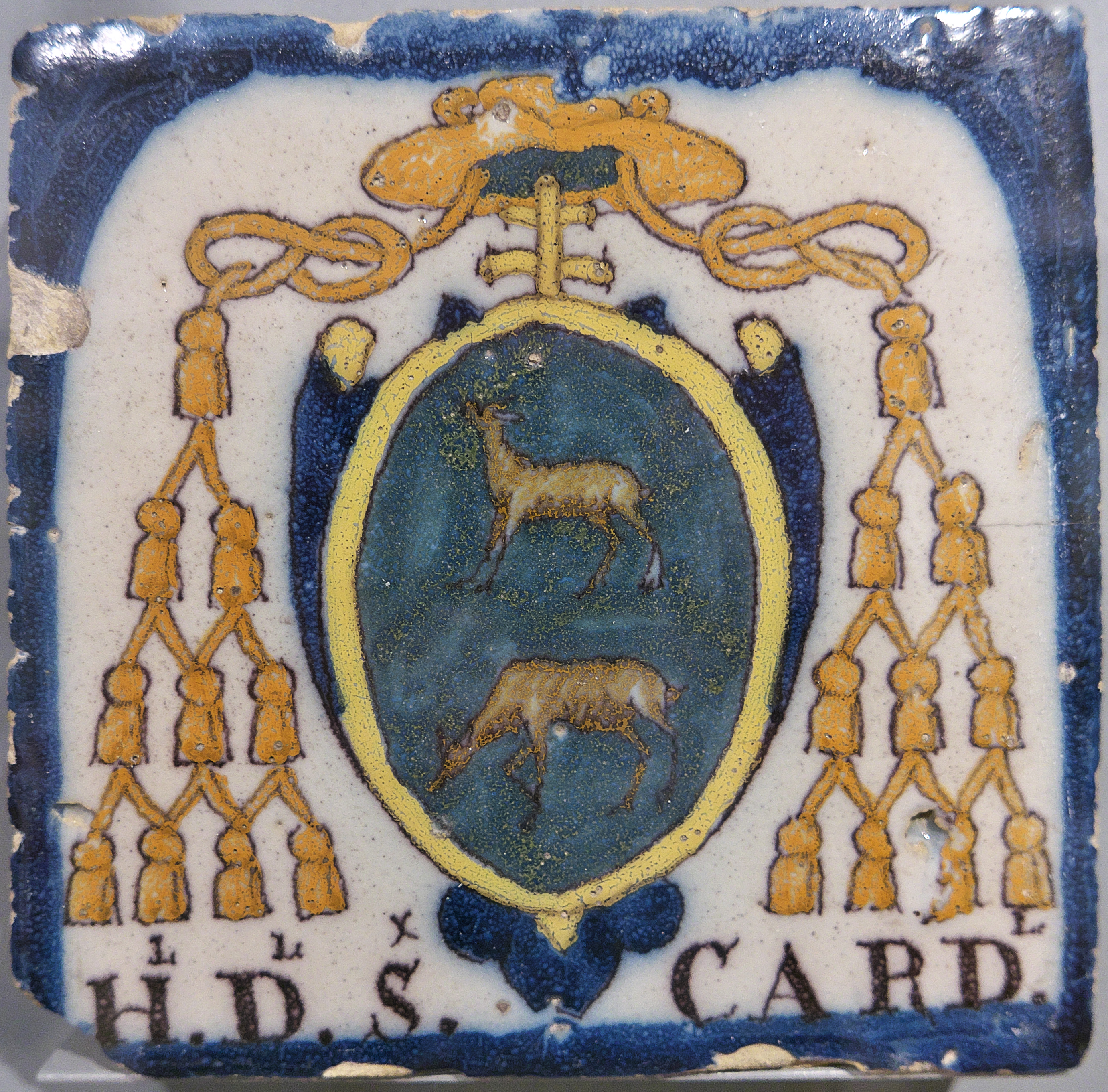
Escudo del cardenal Cervantes.
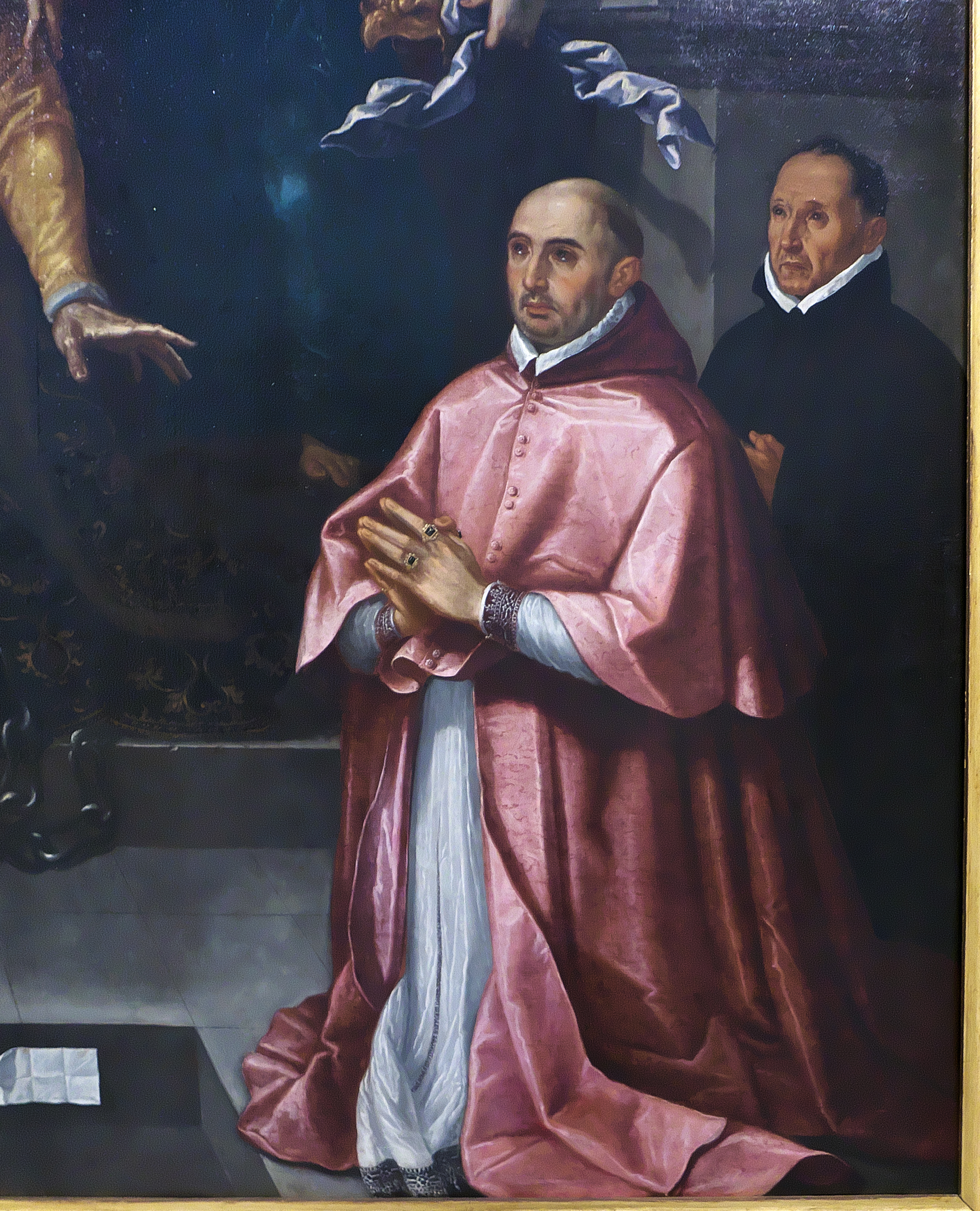
Retrato del cardenal Cervantes por Alonso Vázquez (Museo de Bellas Artes de Sevilla) para el Hospital del Cardenal.

| Predecesor: Diego Gómez de Fuensalida | Obispo de Ávila 1437 – 1441                     | Sucesor: Lope de Barrientos     |
| Predecesor: Lope de Barrientos        | Obispo de Segovia 1442 - 1449                   | Sucesor: Luis de Acuña y Osorio |
| Predecesor:                           | Obispo de Ostia y Velletri 1446 - 1453          | Sucesor:                        |
| Predecesor: García Enríquez Osorio    | Administrador Apostólico de Sevilla 1449 - 1453 | Sucesor: Alonso I de Fonseca    |